# Parwiz Parastuji
Parwiz Parastuji (ur. 14 czerwca 1955 w Hamadanie) – irański aktor i muzyk.

## Filmografia
- 2014 Emruz
- 2012 Chers
- 2011 Sizdah 59
- 2009 Dwadzieścia (Bist)
- 2009 Ketab-e Ghanun
- 2007 Padasz-e Sokut
- 2006 Zir-e Tigh
- 2005 Café Transit
- 2005 Bid-e Madżnun
- 2004 Marmoulak
- 2003 Banu-je Man
- 2002 Diwane-i az Ghafas Parid
- 2001 Moudż-e Morde
- 2001 Ab wa Atasz
- 1998 Mard-e Awazi
- 1998 Ażans-e Szisze-i
- 1997 Rawani
- 1997 Mehr-e Madari
- 1996 Lejli Ba Man Ast
- 1991 Mar
- 1987 Szekar
- 1983 Dijar-e Aszeghan